# جانين فولر
جانين فولر (بالإنجليزية: Janine Fuller)‏‏ (1958 - ) روائية من كندا.

## الجوائز
- جائزة لامدا الأدبية